# Cantone di La Bastide-Clairence
Il Cantone di La Bastide-Clairence era una divisione amministrativa dell'arrondissement di Bayonne.
È stato soppresso a seguito della riforma complessiva dei cantoni del 2014, che è entrata in vigore con le elezioni dipartimentali del 2015.
Comprendeva i comuni di:
- Ayherre
- La Bastide-Clairence
- Briscous
- Isturits
- Urt